# Alice Habsburg
Alice Habsburg (Pools: Alicja Elżbieta Ankarcrona; Hölö, 18 december 1889 – Stockholm, 26 november 1985) was een Zweedse aristocrate die deel uitmaakte van de Poolse Armia Krajowa tijdens de Tweede Wereldoorlog.

## Biografie
Ze werd geboren Alice Elisabeth Ankarcrona als de dochter van jachtmeester Oscar Carl Gustav Ankarcrona. Ze groeide op in Zweden en huwde in 1911 met de Oostenrijks-Hongaarse diplomaat Ludwik Badeni die ze op een bal ontmoette. Ze kreeg bij hem een zoon, maar Ludwik leed aan een geestesziekte waardoor hij opgenomen moest worden.
In 1915 werd Alice geïntroduceerd aan de Habsburgse prins Karel Albrecht en ze werden op elkaar verliefd. Op dat moment was ze nog getrouwd, maar in 1916 overleed Badeni waarop zij zich terugtrok op diens landgoederen in Busk in oostelijk Galicië. Twee jaar later vertrok ze naar Wenen om daar Karel Albrecht op te zoeken, maar kwam niet verder dan Lviv waar op dat moment een opstand uitbrak en keerde daarop terug naar het landgoed. In 1919 bracht Karel Albrecht haar en haar zoon veilig over naar Krakau.

### Leven in Polen
Op 18 november 1920 huwde ze met Karel Albrecht in het kasteel van Żywiec. Hier leefde ze samen met haar schoonouders Karel Stefan van Oostenrijk en Maria Theresia van Oostenrijk. Met Karel Albrecht kreeg ze vier kinderen: de meisjes Maria Christina en Renata en Karel Stefan en Albrecht. Ze gaven hun kinderen een Poolse opvoeding, omdat de ouders beide een voorstander waren van een onafhankelijk Polen.
Tijdens de Poolse Veldtocht diende Albrecht in het Poolse leger en bleef Alice achter in Żywiec, maar nadat ook de Sovjets Polen binnenvielen ging ze op zoek naar haar echtgenoot en haar dochters die Albrecht eerder in Busk in veiligheid had proberen te brengen. Ze wist haar kinderen te vinden en werd in 1940 verbannen met haar gezin verbannen naar Wisla. Vervolgens werd Alice gerekruteerd door het Poolse verzet. Met haar internationale contacten zette zij zich in voor de Poolse zaak en hielp ze berichten over te brengen naar de Poolse regering in ballingschap.
In oktober 1942 werd ze samen met haar echtgenoot gevangen gezet in het strafkamp van Strausberg en hier zou ze tot aan het einde van de oorlog verblijven. Op 16 april 1945 bevrijdden Amerikaanse troepen het kamp en herkregen Alice en haar gezinsleden weer de vrijheid.

### Latere leven
In 1946 verkreeg Alice van de Poolse regering het Oorlogskruis 1944, maar het Communistische bewind in Polen gaf haar en haar gezin niet hun oude bezittingen terug. Hierdoor keerde Alice terug naar Zweden waar ze geholpen werd door haar familieleden aldaar. Ze overleed in 1985 en werd begraven in Norra begravningsplatsen.